# Jerzy Koziński
Jerzy Koziński (ur. 14 września 1949 w Legnicy) – polski działacz i menadżer piłkarski z Dolnego Śląska. Były prezes klubu piłkarskiego Zagłębie Lubin oraz były dyrektor Miedzi Legnica.

## Życiorys
Absolwent Wyższej Szkoły Pedagogicznej im. T.Kotarbińskiego w Zielonej Górze oraz Podyplomowego Studium Organizacji i Zarządzania w Warszawie. Menedżer Sportu (Resortowe Centrum Metodyczno-Szkoleniowe Kultury Fizycznej i Sportu, 1994), Mistrz Zarządzania Sportem (Polska Korporacja Menadżerów Sportu, 1996) i Menedżer Edukacji Sportowej (Polska Korporacja Menedżerów Sportu, 2005).  Honorowy Członek Polskiego Związku Piłki Nożnej (1999), Honorowy Prezes Dolnośląskiego Związku Piłki Nożnej (2010), Honorowy Prezes Okręgowego Związku Piłki Nożnej Legnica (2000).

### Działalność klubowa
W latach 1986–1991 pełnił funkcję dyrektora ds. piłki nożnej w Zagłębiu Lubin. W okresie 1991–1993 sprawował obowiązki dyrektora w klubie Miedź Legnica. Od 17 czerwca 2002 do 4 kwietnia 2003 był Prezesem Zarządu Zagłębia Lubin. Ponownie piastował to stanowisko w okresie 21.07.2009 – 29.04.2011.

### Działalność w strukturach związkowych
W latach 1991–2008 zasiadał w Zarządzie Polskiego Związku Piłki Nożnej. Funkcję tę łączył również z członkostwem w Prezydium Zarządu PZPN. W 1995 został także Wiceprezesem PZPN ds. organizacyjnych. W latach 1991–2000 pełnił funkcję Prezesa Okręgowego Związku Piłki Nożnej w Legnicy. Od 16 maja 2000 r. do 21 lipca 2009 r. sprawował funkcję Prezesa Zarządu Dolnośląskiego ZPN.

## Osiągnięcia

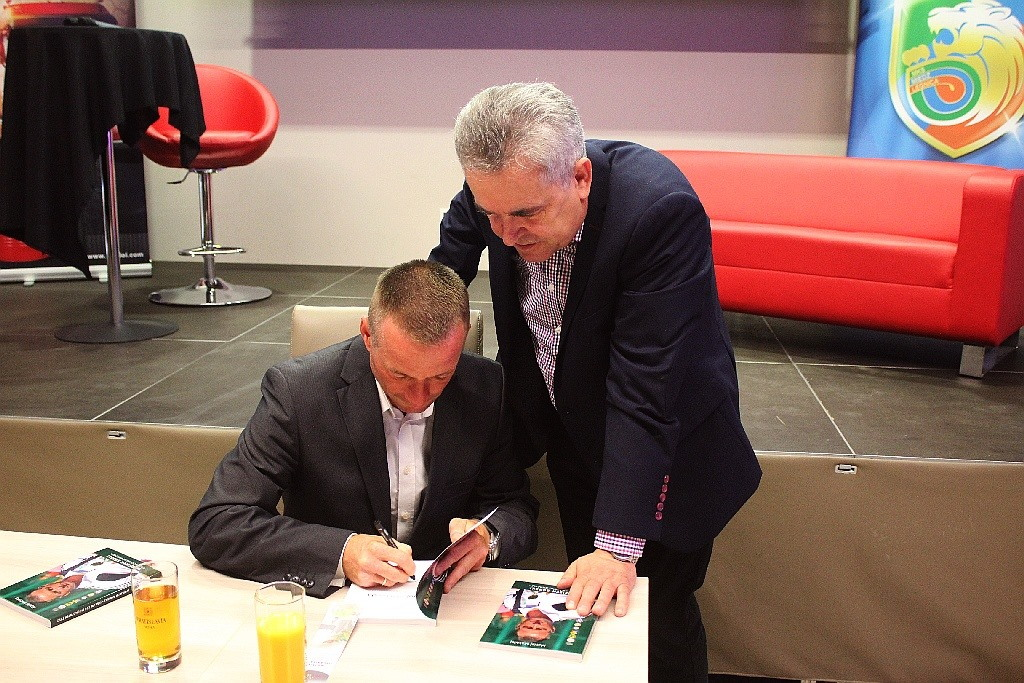
Jerzy Koziński na premierze książki biograficznej Wojciecha Górskiego (10 września 2015 r.)

- 1990  Wicemistrzostwo Polski z Zagłębiem Lubin
- 1991  Mistrzostwo Polski z Zagłębiem Lubin
- 1992  Puchar Polski z Miedzią Legnica[2][3]
- 1992  Finalista Superpucharu Polski z Miedzią Legnica
- 2007  Pucharu UEFA Regions’ Cup z Reprezentacją Dolnego Śląska U-23[4]
- 2010  Mistrzostwo Polski juniorów z Zagłębiem Lubin
- 2010  Mistrzostwo Polski Młodej Ekstraklasy z Zagłębiem Lubin
- 2011  Mistrzostwo Polski Młodej Ekstraklasy z Zagłębiem Lubin[5]

## Odznaczenia i tytuły
- 1980 Brązowy Krzyż Zasługi
- 1999 Członek Honorowy PZPN

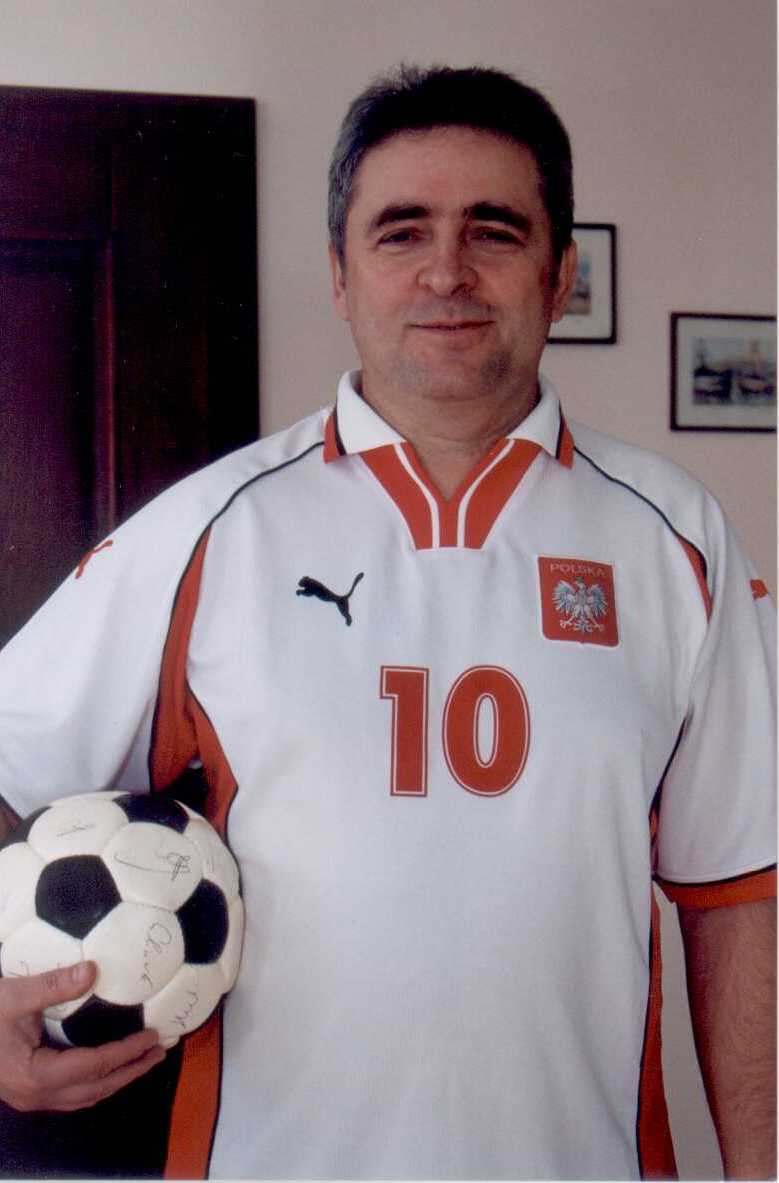
Jerzy Koziński w koszulce reprezentacji Polski

- 1987 Brązowa Odznaka – Zasłużony Działacz Kultury Fizycznej
- 1989 Srebrna Odznaka – Zasłużony Działacz Kultury Fizycznej
- 1994 Złota Honorowa Odznaka PZPN
- 1995 Złota odznaka – Zasłużony Działacz Kultury Fizycznej

## Zainteresowania
- Kulinarne – Miłośnik gotowania, posiadacz kolekcji książek kulinarnych z całego świata (ponad 500 szt.)
- Podróże – Członek "Most Traveled People", odwiedził ponad 160 państw i terytoriów zamorskich